# Giedrė Paugaitė
Pour les articles homonymes, voir Giedrė.
Giedrė Paugaitė, épouse Labuckienė, née le 15 juillet 1990 à Mažeikiai, est une joueuse lituanienne de basket-ball, évoluant aux postes d'ailière forte ou de pivot.

## Biographie
Contreuse redoutée, cette habituée des sélections de jeunes se révèle lors de l'Euroligue 2011 avec 10,7 points, 6,0 rebonds et 1,4 passe décisive par match pour Kaunas. Pour la saison 2011-2012, l'internationale lituanienne rejoint le club français de Mondeville.
Lors de l'Euro 2013, ses statistiques sont de 10,7 points (avec une adresse de 52,6 %, dont 40,0 % à trois points) et 7,0 rebonds en trois rencontres.
Durant l'été 2013, elle rejoint les Ardennes pour sa troisième saison en France pour 7,7 points par rencontre et une qualification pour l'Eurocoupe. Puis elle quitte la France pour un autre qualifié en Eurocoupe le Tsmoki Minsk.
Elle effectue la préparation pour l'Euro 2015, mais n'est pas conservée dans la sélection finale de la Lituanie. Après deux années à Minsk et un titre de championne de Biélorussie en 2015, elle s'engage avec le club letton de TTT Riga.

## Palmarès

### Club
- Championne de Biélorussie en 2015

### Sélection nationale
- Championnat d'Europe
  - 7e au Championnat d'Europe 2011 en Pologne[7]
  - 11e au Championnat d'Europe 2009 en Pologne[8]

### Sélections jeunes
- 2005 : 9e au Championnat d'Europe de basket-ball féminin des 16 ans et moins[9]
- 2006 :  au Championnat d'Europe de basket-ball féminin des 16 ans et moins[10]
- 2006 : 5e au Championnat d'Europe de basket-ball féminin des 18 ans et moins[11]
- 2007 : 10e au Championnat d'Europe de basket-ball féminin des 18 ans et moins[12]
- 2008 :  au Championnat d'Europe de basket-ball féminin des 18 ans et moins[13]
- 2010 : 6e au Championnat d'Europe de basket-ball féminin des 20 ans et moins[14]
- 2009 : Championnat du monde de basket-ball féminin des 19 ans et moins
- 2011 : Championnat du monde de basket-ball féminin des 19 ans et moins